# Ernst Heinkel
Ernst Heinkel (Grunbach, Baden-Württemberg, 24 de gener de 1888 – Stuttgart, 30 de gener de 1958) fou un enginyer aeronàutic que fundà l'empresa Heinkel Flugzeugwerke.

## Biografia
Fill d'una antiga família d'artesans establerta a Grunbach des del segle xv. El 1909, quan l'aviació era quelcom reservat només a uns quants iniciats, assistí a l'Exposició Internacional d'Aviació que se celebrava a Frankfurt, i a conseqüència d'aquesta visita, abandonà els estudis per a dedicar-se a la construcció d'aparells.
El 1911 feu publiques llurs experiències, realitzant un vol en un biplà Farman, fabricat per ell, que vuit dies després del seu èxit s'estellà per terra. L'any següent, convalescent encara de les ferides sofertes en aquell accident, fou cridat per una companyia constructora d'avions, d'on passà més tard a la secció d'enginyeria de la Casa Albatros, de Johannistal.
El 1913, els avions d'aquest tipus fets sota els seus plans assoliren un èxit ressonant en la competició celebrada en el llac de Constança. Un any després era anomenat director tècnic de la Casa Hansa Bradenburguesa, on i va romandre fins al 1918, dedicat la seva activitat durant la guerra europea a la construcció d'hidroavions per a l'exèrcit alemany.
Només en aquest període llençà més de quaranta models, i els vells pilots alemanys recordaren molt de temps una cançó de l'època en què se celebrava les excel·lències dels tipus Heinkel. Desapareguda la fàbrica Hansa, Ernest Heinkel retornà al seu país natal: però al cap de poc, el 1922, fundà a Warnemunde, al costat del mar Bàltic, llur primera fàbrica d'avions, reduïda llavors a dues naus de lloguer. Al cap de pocs anys un dels seus models, el He 3, assolia el primer premi en la carrera aèria de Gotemburg, que era a la vegada el primer triomf d'un avió alemany després de la guerra, i primera baula també d'una sèrie d'èxits que en pocs anys guanyaren per a la seva marca vint-i-dos records internacionals.
Durant aquest temps, fins a l'any 1933 en què les seves activitats, mercès al decidit suport del nacionalsocialisme, tornaren a trobar camp suficient, construí 70 tipus d'aparells, i llurs principis han estat sempre molt tinguts en compte en la construcció d'avions aerodinàmics. Són molt coneguts els seus famosos avions He 111 i He 116. l'aviació alemanya li deu molt a aquesta figura d'un dels seus més fidels propulsors, i a la seva idea si deuen també els avions militars de caça d'una sola plaça i els grans hidroavions de bombardeig. Després de 1935, un dels primers va batre el record de velocitat, tot assolint fer 634 km. per hora.
Finalment, són obra també de Heinkel les catapultes pel llançament d'avions, que tant facilitaren les travessies atlàntiques dels alemanys. Fou doctor honoris causa de Filosofia i d'Enginyeria. El 1938 se li atorgà un dels premis nacionals (50.000 marcs) instituïts per Hitler per a distingir amb aquests a les personalitats més assenyalades en el cultiu de les ciències.
El 1938 realitzà el primer avió turbo-reactor del món, i durant la segona guerra mundial els aparells creats per ell foren molt utilitzats. El 1939 portà a fi el primer vol en avió de propulsió i assolí un rècord. Els aparells Heinkel foren famosos en el món sencer, en particular durant la Segona Guerra Mundial.
L'any 1942 el govern del Tercer reich va nacionalitzar la fàbrica Heinkel. Ernst Heinkel fou detingut i forçat a traspassar el control de la seva empresa a Hermann Göring. Heinkel va marxar a Viena i començà una nova empresa on va perfeccionar el disseny del Heinkel He 274 fins que va acabar la guerra.
Després de la rendició del Tercer Reich Heinkel fou arrestat, però els aliats el varen deixar anar i tornar a reconstruir la seva factoria amb la prohibició de fabricar avions. Ernst es va dedicar a la fabricació de l'escúter "Tourist" i le ciclomotor "Perle".
Heinkel morí a conseqüència d'una hemorràgia cerebral quan semblava que estava a punt d'estar autoritzat a tornar a les seves creacions aeronàutiques, de les quals s'havia retirat a conseqüència de la seva trencada salut.